# Walter Krämer
Walter Krämer, né le 21 novembre 1948 à Ormont, est un économiste allemand également connu pour son activité de président du Verein Deutsche Sprache. Il est professeur de statistique économique et sociale à l'université technique de Dortmund.

## Biographie
Krämer a étudié les mathématiques et l'économie à l'université Johannes Gutenberg de Mayence jusqu'à son doctorat obtenu en 1979. Il a obtenu son habilitation en économétrie à l'université technique de Vienne. Il enseigne la statistique sociologique et économique à Dortmund depuis 1998. Depuis 2008, il est éditeur de la German Economic Review (GEER) et membre de la section des sciences économiques et d'ingénierie de l'académie des sciences et des arts de Rhénanie-du-Nord-Westphalie.
Il a fondé le Verein Deutsche Sprache, dont il est toujours président, en 1997. Il est depuis l'un des puristes les plus connus d'Allemagne, et lutte en particulier contre la menace que représenterait à ses yeux l'accroissement d'emprunts à des langues étrangères, et notamment à l'anglais.
Il est marié et a deux enfants.

## Activités politiques et éditoriales
Walter Krämer contribue au site et à la revue libertariens Novo et au blog néo-conservateur Die Achse des Guten.
Depuis 1969, il est membre du parti libéral FDP et a simultanément appartenu au SPD social-démocrate à l'époque de la coalition sociale-libérale d'Helmut Schmidt (1974-1982).
En 2012, Krämer fait partie des initiateurs d'un appel rallié par 270 universitaires, dont Hans-Werner Sinn, qui appelle à un changement de politique monétaire dans la zone euro. L'appel préconise notamment de faire payer les créanciers des banques insolvables pour éviter la constitution d'une union bancaire européenne.
Dans le cadre de la campagne pour les élections législatives allemandes de 2013 Krämer a souhaité le succès de l'AfD, à l'époque considérée comme un parti eurosceptique néolibéral, dans une interview qu'il a accordée à la revue de la Nouvelle Droite allemande, Junge Freiheit, tout en précisant qu'il voterait FDP. Il a depuis participé à plusieurs manifestations de la formation de droite radicale,, mais déclare ne pas avoir l'intention d'y adhérer.